# Cry (Michael Jackson-dal)
A Cry (más címen We Can Change the World) Michael Jackson amerikai énekes második kislemeze  Invincible című albumáról. Csak Európában, Kanadában és Ausztráliában jelent meg, 2001 decemberében. A brit kislemezlistán a 25. helyig jutott, legmagasabb helyezése a dán slágerlistán elért 16. hely.
A dal egyike annak a háromnak, amit R. Kelly valaha is írt Jacksonnak (a másik kettő a You Are Not Alone 1995-ből és a One More Chance 2003-ból). Kelly a háttérvokálokon is hallható. A Cry társadalmi problémákra hívja fel a figyelmet, és arra szólítja fel hallgatóit, tegyék jobbá a világot. Videóklipjét Nicholas Brandt rendezte; Jackson nem szerepel benne, mert nézeteltérései támadtak kiadójával.

## Háttere
A felemelő hangulatú, himnuszszerű dalban kórus is énekel, mint korábban a Heal the World, Man in the Mirror és Earth Song című Jackson-dalokban, melyekhez témája is hasonló. A dal A-dúrban íródott, négy negyedes ütemben, tempója 84 BPM. Jackson hangterjedelme A3 és G5 közti. A dallamos, lágy R&B-dal a felénél magasabb hangra vált és gospelszerűen, kórussal folytatódik. Szövegének témája a háború, magány, hazugságok, depresszió, öngyilkosság, csodák és hit, valamint hogy együtt meg tudjuk változtatni a világot. Mark Brown kritikus, a Rocky Mountain News munkatársa szerint Jackson szinte sírva adja elő a „meg tudjuk változtatni a világot/egyedül nem vagyok képes rá” sor második felét.
A dalt eredetileg az Egyesült Államokban is meg akarták jelentetni, az album harmadik kislemezeként, és a New York-i rádiókban akarták játszani a 2001. szeptember 11-ei terrortámadások után, végül azonban csak külföldön jelent meg. A kislemezen még két dal található: a korábban kiadatlan Shout, és a Streetwalker, ami a Bad album 2001-es új kiadásán bónuszszámként szerepelt.

## Fogadtatása
Jason Elias, az AllMusic munkatársa szerint a Cry borongós dal, ami emlékeztet azokra a lassú számokra, melyet Jackson és Quincy Jones a Bad albumra készítettek. Úgy érzi, a dal nem annyira a szeretetről szól, hanem az elidegenedésről és a szomorúságról, de a hangszerek és a háttérvokálok mesteri alkalmazása eléri, hogy „a hallgató ne nevessen fel Jackson túljátszottan fájdalmas előadásmódján”. Jon Pareles a The New York Timestól a dalt „változtasd-meg-a-világot dalnak” nevezte, és kijelentette, hogy „a popzene egyik legkülönösebb utópisztikus terve”, hogy mindenki egyszerre kiáltson fel, „hátha Jackson válaszol imáikra”.
Frank Kogan, a Village Voice újságírója szerint a Cry és az album egy másik dala, a Speechless „nagyon szépek”, az az érzése támad tőlük, hogy Jackson „arrébb áll, hogy a szépség elmehessen mellette”. A Los Angeles Times munkatársa, Robert Hilburn véleménye szerint a dal „azt a társadalmi kommentár-szerepet tölti be”, mint Jackson Man in the Mirrorja (1988), a Hartford Courant rockkritikusa, Roger Catlin szerint pedig a dal az 1991-ben megjelent Heal the World gyengébb változata. A Newsday újságírója, Glenn Gamboa szerint a dal „éppolyan átlagos”, mint a többi dal az Invincible albumon. James Hunter, a Rolling Stone magazin munkatársa szerint R. Kelly „többé-kevésbé sikeres az efféle életigenlő dalokkal”.
Roger Friedman, a Fox News Channel munkatársa azt írta, „beismeri”, hogy az album két lassú száma nagyon bejön neki, ezek a Don’t Walk Away és a Cry; utóbbinak a dallamát szereti, de a szövegét nevetségesnek tartja. Jim Farber a New York-i Daily Newsban azt írta, hogy a dalban Jackson „újra gyógyítsd-meg-a-világot üzemmódba kapcsol, bár sosem volt még ennyire leereszkedő a világmegváltó szerepben.”
A Chicago Tribune rockkritikusa, Greg Kot úgy vélte, a dalban R. Kelly „újra felhasználja azt a receptet, amire nagy gospelhimnusza, az I Believe I Can Fly készült. A The Wichita Eagle szerint Jackson valósággal tündököl őszinte balladáiban, mint amilyenek a Cry, a Heartbreaker és a Speechless. Thor Christensen, a Dallas Morning News popzenei kritikusa szerint a dal az énekes „legújabb inspiráló vattacukra”. Pamela Davis és Gina Vininetto, a St. Petersburg Times munkatársai szerint a dal „hübrisszel teli”, és tele van Jackson „rémisztő messiás-komplexusával”.
Mivel a dal csak az Egyesült Államokon kívül jelent meg, a Billboard slágerlistáira nem került fel. Világszerte csak mérsékelt sikert aratott. A brit slágerlista 25. helyén nyitott 2001. december 22-én, és magasabb pozíciót nem is ért el. Négy hétig maradt a listán, mielőtt 2002 januárjában kiesett a top 100-ból. A francia slágerlistára a 37. helyen került fel december 12-én, és a 30. helyet érte el a következő héten. Az ausztrál slágerlistára szintén december 12-én került fel, a 43. helyre, és magasabbranem is jutott; csak egy hétig maradt a listán. Belgiumban a vallon slágerlistán szerepelt, december 15-én került fel rá, a 37. helyre, és a 30-at érte el január 12-én.
A Cry a svéd slágerlistán öt hetet töltött, az 50. helyen kezdte, december 21-én, és a következő héten elérte a 48. helyet, ami legmagasabb helyezése lett. Ezután már csak lefelé csúszott. A svájci slágerlistán a 42. helyet érte el, és hat hetet töltött a listán. Dániában érte el a legnagyobb sikert; bár csak egy hetet töltött a listán, bekerült a top 20-ba, a 16. helyre. Legkisebb sikerét Ausztriában érte el azokközül az országok közül, ahol felkerült a slágerlistára. Legmagasabb helyét, a 65. helyezést már a listán töltött első hetén elérte, a következő héten a 71. helyen állt, a rákövetkező héten pedig már nem szerepelt a top 100-ban. Halstead és Cadman véleménye szerint a dal viszonylagos sikertelensége „kudarc, de nem túl nagy”.

## Videóklip
A Cry viceoklipjében sok ember áll kézen fogva különböző helyeken. Rendezője Nicholas Brandt, aki korábban Jackson Childhood, Earth Song és Stranger in Moscow című dalának klipjét rendezte. Jackson maga nem szerepel a klipben, mert nézeteltérése támadt a kiadóval, a megjelenéskor azt beszélték, azért, mert nem tetszett neki, hogy a Sony túl kevés pénzt adott az album klipjeinek forgatására. Azt is beszélték, újra akarta forgatni a klipet, erre azonban nem került sor, mert a kiadó befejezte az album népszerűsítését.
A klipet hat helyszínen forgatták, ebből öt Kaliforniában, egy Nevadában van. A klip szereplői közt egy gospelkórus tagjai is láthatóak. A klip elején különböző korú és etnikumú emberek egymás kezét fogják, a végén tapsolva éneklik a refrént.

## Dallista
| CD kislemez 1. Cry – 5:01 2. Shout – 4:17 CD maxi kislemez (Egyesült Királyság) 1. Cry – 5:01 2. Shout – 4:17 3. Streetwalker – 5:49 4. Cry (videóklip) – 5:00 12" maxi kislemez (Egyesült Királyság) - A Cry – 5:01 - B1 Shout – 4:17 - B2 Streetwalker – 5:49 | Kazetta (Egyesült Királyság) - A1 Cry – 5:01 - A2 Shout – 4:17 - A3 Streetwalker – 5:49 - B1 Cry – 5:01 - B2 Shout – 4:17 - B3 Streetwalker – 5:49 7" és 45 RPM kislemez (USA) - A Cry – 5:01 - B Cry – 5:01 CD kislemez (Európa; promó) 1. Cry – 5:01 |

## Helyezések
| Slágerlista (2001)           | Legmagasabb helyezés |
| ---------------------------- | -------------------- |
| Ausztrál kislemezlista       | 43                   |
| Belga (vallon) kislemezlista | 31                   |
| Brit kislemezlista           | 25                   |
| Dán kislemezlista            | 16                   |
| Francia kislemezlista        | 30                   |
| Holland kislemezlista        | 39                   |
| Osztrák kislemezlista        | 65                   |
| Svájci kislemezlista         | 42                   |
| Svéd kislemezlista           | 48                   |